# Chang Kai-chen
Chang Kai-chen (chinesisch 張凱貞, Pinyin Zhāng Kǎizhēn; * 13. Januar 1991 in Taoyuan) ist eine ehemalige taiwanische Tennisspielerin.

## Karriere
Chang, die das Grundlinienspiel und Hartplätze bevorzugt, begann im Alter von sechs Jahren mit dem Tennissport. Seit November 2007 ist sie Tennisprofi.
Auf der WTA Tour gewann sie vier Doppeltitel, auf der WTA Challenger Series einen, hinzu kommen sechs Einzel- und 16 Doppeltitel auf dem ITF Women’s Circuit.
Von ihren 18 Partien für die taiwanische Fed-Cup-Mannschaft, für die sie 2010 erstmals angetreten ist, hat sie zehn gewonnen.
Nach dem 7. Oktober 2013, als sie in der ersten Qualifikationsrunde des WTA-Turniers in Ōsaka der Schweizerin Belinda Bencic unterlag, spielte sie über neun Monate lang kein Match auf der Damentour, so dass sie vorübergehend aus der Einzel-Weltrangliste rutschte. Im November 2014 stand sie beim WTA-Challenger-Turnier im heimischen Taipeh wieder mal in einem Finale.
Seit ihrem Sieg am 30. März 2019 beim Fuji Yakuhin SEIMS Women's Cup in KOFU hat sie an keinem ITF- oder WTA-Turnier mehr teilgenommen.

## Turniersiege

### Einzel
| Nr. | Datum            | Turnier  | Kategorie   | Belag     | Finalgegnerin    | Ergebnis       |
| --- | ---------------- | -------- | ----------- | --------- | ---------------- | -------------- |
| 1.  | 16. Mai 2008     | Kurume   | ITF $50.000 | Teppich   | Alexandra Panowa | 7:5, 6:3       |
| 2.  | 9. Oktober 2011  | Kōfu     | ITF $50.000 | Hartplatz | Mandy Minella    | 6:4, 1:6, 6:4  |
| 3.  | 16. März 2015    | Jiangmen | ITF $10.000 | Hartplatz | Zhao Di          | 6:2, 6:1       |
| 4.  | 4. Oktober 2015  | Zhuhai   | ITF $50.000 | Hartplatz | Zhang Yuxuan     | 4:6, 6:1, 7:60 |
| 5.  | 2. Oktober 2016  | Iizuka   | ITF $25.000 | Hartplatz | Jang Su-jeong    | 6:3, 6:4       |
| 6.  | 23. Oktober 2016 | Suzhou   | ITF $50.000 | Hartplatz | Wang Yafan       | 4:6, 6:2, 6:1  |

### Doppel
| Nr. | Datum              | Turnier        | Kategorie         | Belag           | Partnerin         | Finalgegnerinnen                          | Ergebnis            |
| --- | ------------------ | -------------- | ----------------- | --------------- | ----------------- | ----------------------------------------- | ------------------- |
| 1.  | 17. Mai 2008       | Kurume         | ITF $50.000       | Rasen           | Hwang I-hsuan     | Erika Sema Yurika Sema                    | 6:3, 2:6, [10:6]    |
| 2.  | 15. November 2008  | Pune           | ITF $25.000       | Hartplatz       | Hwang I-hsuan     | Elora Dabija Bojana Jovanovski            | 5:7, 6:2, [10:7]    |
| 3.  | 25. April 2009     | Changwon       | ITF $25.000       | Hartplatz       | Chen Yi           | Elena Baltacha Amanda Elliott             | 6:4, 6:1            |
| 4.  | 2. Mai 2009        | Gimcheon       | ITF $25.000       | Hartplatz       | Chen Yi           | Chang Kyung-mi Lee Jin-a                  | 6:1, 7:5            |
| 5.  | 25. Juli 2009      | Lexington      | ITF $50.000       | Hartplatz       | Tetiana Luzhanska | Jacqueline Cako Alison Riske              | 6:3, 6:2            |
| 6.  | 7. August 2010     | Vancouver      | ITF $75.000       | Hartplatz       | Heidi El Tabakh   | Irina Falconi Amanda Fink                 | 3:6, 6:3, [10:4]    |
| 7.  | 17. Oktober 2010   | Osaka          | WTA International | Hartplatz       | Lilia Osterloh    | Shūko Aoyama Rika Fujiwara                | 6:0, 6:3            |
| 8.  | 6. November 2010   | Taipeh         | ITF $100.000+H    | Teppich (Halle) | Chuang Chia-jung  | Hsieh Su-wei Sania Mirza                  | 6:4, 6:2            |
| 9.  | 4. März 2012       | Kuala Lumpur   | WTA International | Hartplatz       | Chuang Chia-jung  | Chan Hao-ching Rika Fujiwara              | 7:5, 6:4            |
| 10. | 3. August 2012     | College Park   | WTA International | Hartplatz       | Shūko Aoyama      | Irina Falconi Chanelle Scheepers          | 7:5, 6:2            |
| 11. | 13. September 2012 | Ningbo         | ITF $100.000+H    | Hartplatz       | Shūko Aoyama      | Tetiana Luzhanska Zheng Saisai            | 6:2, 7:5            |
| 12. | 3. März 2013       | Kuala Lumpur   | WTA International | Hartplatz       | Shūko Aoyama      | Janette Husárová Zhang Shuai              | 6:74, 7:64, [14:12] |
| 13. | 22. Mai 2015       | Wuhan          | ITF $50.000       | Hartplatz       | Han Xinyun        | Liu Chang Lu Jiajing                      | 6:0, 6:3            |
| 14. | 30. Mai 2015       | Xuzhou         | ITF $50.000       | Hartplatz       | Han Xinyun        | Cao Siqi Zhou Mingjun                     | 6:3, 6:2            |
| 15. | 1. August 2015     | Nanchang       | WTA Challenger    | Hartplatz       | Zheng Saisai      | Chan Chin-wei Wang Yafan                  | 6:3, 4:6, [10:3]    |
| 16. | 14. Mai 2017       | Cagnes-sur-Mer | ITF $100.000      | Sand            | Hsieh Su-wei      | Ioana Raluca Olaru Renata Voráčová        | 7:5, 6:1            |
| 17. | 20. Mai 2017       | Saint-Gaudens  | ITF $60.000       | Sand            | Han Xinyun        | Montserrat González Sílvia Soler Espinosa | 7:5, 6:1            |
| 18. | 23. Juni 2018      | Daegu          | ITF $25.000       | Hartplatz       | Hsu Ching-wen     | Shiho Akita Misaki Doi                    | 2:1 Aufgabe         |
| 19. | 2. Februar 2019    | Launceston     | ITF $60.000       | Hartplatz       | Hsu Ching-wen     | Alexandra Bozovic Isabelle Wallace        | 6:2, 6:4            |
| 20. | 23. März 2019      | Kōfu           | ITF $25.000       | Hartplatz       | Hsu Ching-wen     | Emina Bektas Tara Moore                   | 6:1, 6:3            |
| 21. | 30. März 2019      | Kōfu           | ITF $25.000       | Hartplatz       | Hsu Ching-wen     | Xun Fangying You Xiaodi                   | 6:3, 6:4            |